# 萨尔雷乌
萨尔雷乌是葡萄牙阿威罗区的一个堂区。总面积16.2平方公里，总人口4153人，人口密度人/平方公里。